# Aleijadinho
Aleijadinho (Antônio Francisco Lisboa) (ur. 29 sierpnia 1730 lub 1738 w Vila Rica w stanie Minas Gerais, zm. 18 listopada 1814 tamże) – brazylijski architekt i rzeźbiarz inspirujący się sztuką rokoko. 
Jest twórcą stylu w architekturze nazywanego aleijadinho. Autor rzeźb, projektów lub elementów architektonicznych w kościołach w m.in. Ouro Preto (w kościele św. Franciszka – Igreja de Sao Francisco de Assis) i Săo Joăo del Rey. W Congonhas przy sanktuarium Bom Jesus de Matosinhos znajduje się 12 rzeźb Proroków autorstwa Aleijadinho.
Syn architekta Manuela Francisca Lisboi.

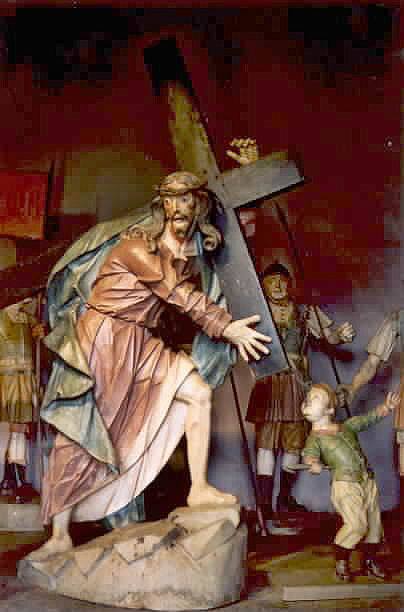
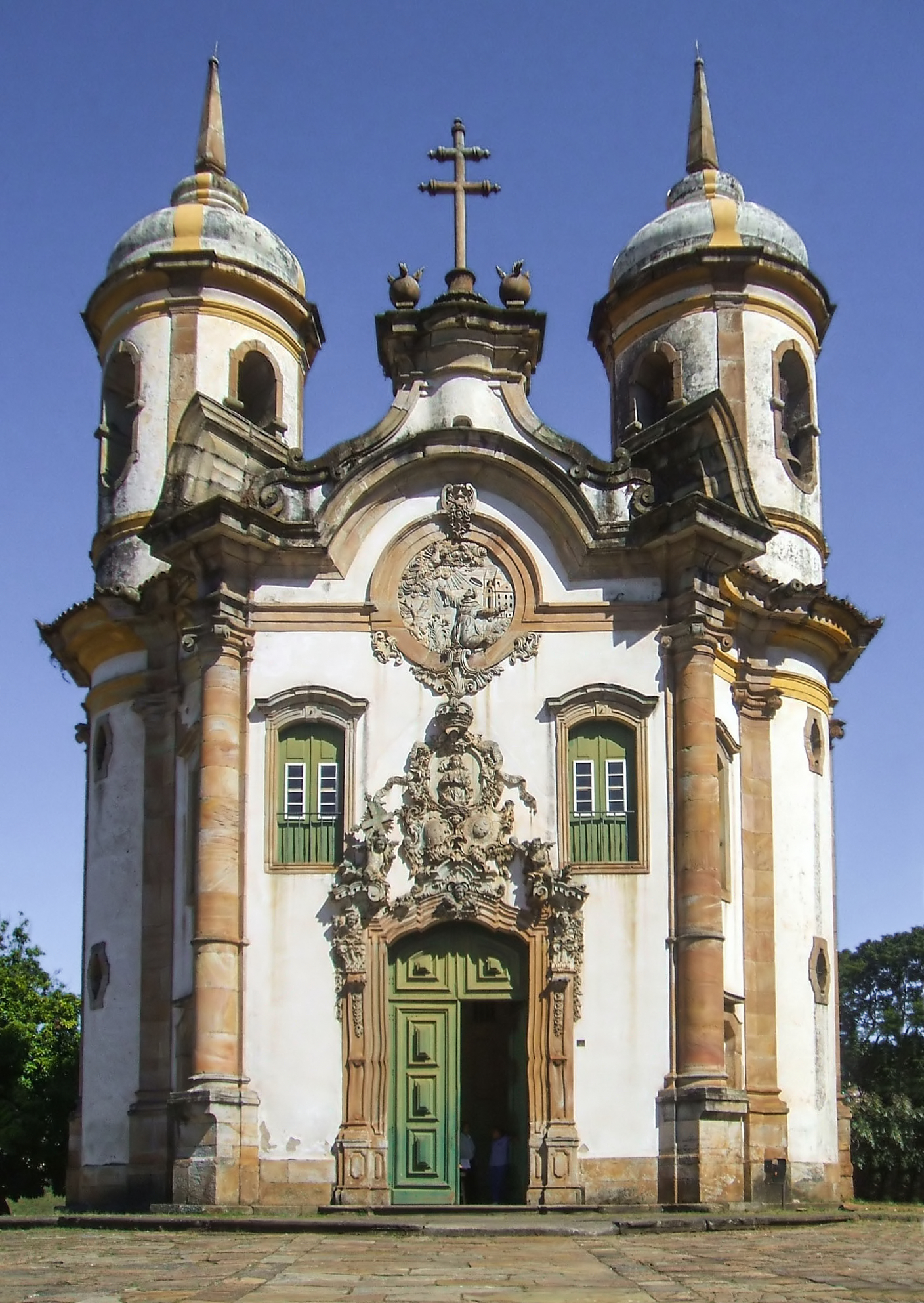
Kościół św. Franciszka z Asyżu w Ouro Preto